# Andrej Baumkircher
Andrej Baumkircher (nemško Andreas), baron iz Schlaininga, najemniški poveljnik, * okrog 1420, verjetno Vipava; † 23. april 1471, Gradec.
Kot sin cesarskega upravitelja je mladost preživel na dvoru Friderika III. Pozneje mu je služil kot vojaški poveljnik: leta 1452 je pred stanovsko vojsko ubranil Dunajsko Novo mesto. Med letoma 1453 in 1457 je bil v službi ogrsko-češkega kralja Ladislava Posmrtnika, po njegovi smrti pa se je zopet boril na strani Friderika.
Toda leta 1469 je na spodbudo ogrskega kralja Matije Korvina organiziral fajdo štajerskega plemstva s cesarjem. Povod so bili njegovi dolgovi najemnikom in njhovim poveljnikom. Plemiška vojska, ki ji je poveljeval Baumkircher, je zasedla vrsto štajerskih mest, med njimi Hartberg, Fürstenfeld, Maribor (1469/70) in Slovensko Bistrico. Po zmagoviti bitki pri Fürstenfeldu (21. julij 1469) je bil cesar prisiljen podpisati premirje in nato obljubiti amnestijo ter poplačilo svoji dolgov.
Ker cesar ni plačal, je Baumkircher jeseni leta 1470 obnovil upor, ki se je končal šele z njegovo aretacijo in obglavljenjem v Gradcu (1471), kamor je z zagotovilom proste poti prišel na pogajanja s cesarjem.
1. 1 2  Record #118653997 // Gemeinsame Normdatei — 2012—2016.